# Pogórze Świebodzickie
Pogórze Świebodzickie – pogórze w Sudetach Środkowych w południowo-zachodniej Polsce, w województwie dolnośląskim.
Pogórze Świebodzickie położone w południowo-wschodniej części Pogórza Wałbrzyskiego, między doliną Strzegomki a Górami Sowimi. Teren górzysty, silnie pofałdowany o charakterze przemysłowo-rolniczym. Głównym miastem pogórza są położone u podnóża progu podgórskiego Świebodzice – znaczny ośrodek przemysłowy, około 25 tys. mieszkańców. Przez miasto przechodzi linia kolejowa, która na trasie ze Świebodzic do Wałbrzycha Głównego pokonuje 150-metrowy próg pogórza licznymi zakrętami. Przez miasto prowadzą również drogi krajowe: nr 35 i nr 34, a także droga wojewódzka nr 374. Na południe od Świebodzic nad Przełomem Pełcznicy w Książańskim Parku Krajobrazowym znajdują się ruiny zamku Stary Książ, największy dolnośląski zamek Książ, stadnina koni oraz zabytkowa palmiarnia w Wałbrzychu.